# 알렉스 곤살레스
아우구스토 알레한드로 호세 곤살레스(스페인어: Augusto Alejandro José González, 1980년 8월 13일 ~ )는 예명 알렉스 곤살레스(Álex González)로 활동하는 스페인의 배우이다. 영화 《엑스맨: 퍼스트 클래스》(2011)에서 립타이드 역을 맡았다.

## 출연 작품
- 오비터 9 (2017)
- 스콜피온 인 러브 (2013)
- 논스톱: 분노의 질주 (2013)
- 컬러 오브 더 오션 (2011)
- 엑스맨: 퍼스트 클래스 (2011)
- 라이트 오브 선데이 (2007)
- 버진 로즈 (2006)